# یاسمین هاندانوویچ
یاسمین هاندانوویچ (انگلیسی: Jasmin Handanović؛ زادهٔ ۲۸ ژانویهٔ ۱۹۷۸) یک بازیکن فوتبال اهل اسلوونی است.
وی همچنین در تیم ملی فوتبال اسلوونی بازی کرده‌است.